# Lulesamische Sprache

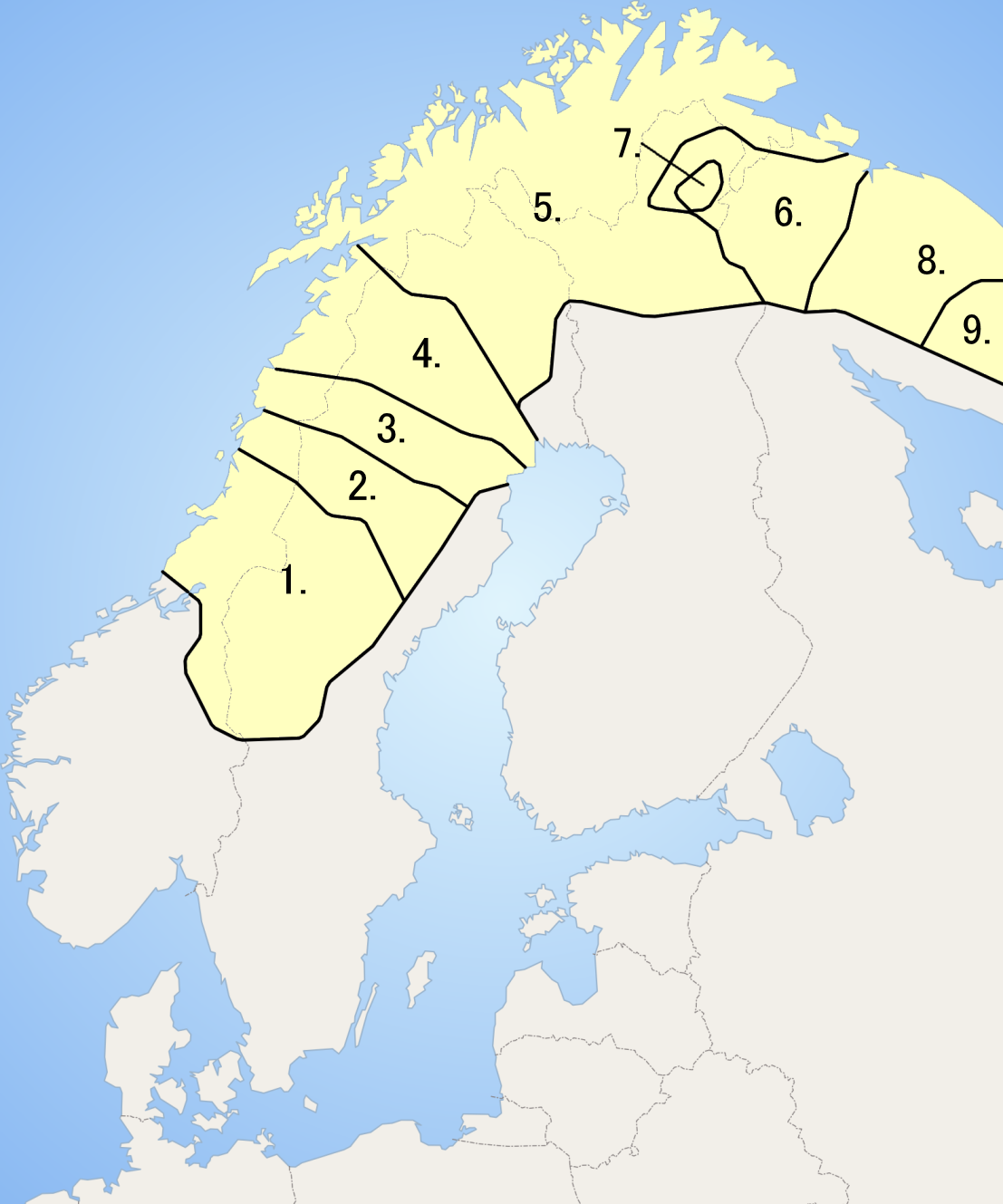
Die Verbreitung der samischen Sprachen mit Lulesamisch als Nummer 4

Die Lulesamische Sprache (julevsámegiella) ist eine uralische, west-samische Sprache, die vornehmlich in der Lule Lappmark – den schwedischen Gemeinden Jokkmokk und Gällivare – und im nördlichen Teil der Provinz Nordland in Norwegen, vor allem den Kommunen Hamarøy und Sørfold gesprochen wird. In Norwegen ist sie neben Nordsamisch und Südsamisch eine von drei offiziell anerkannten samischen Sprachen. Lulesamisch verwendet wie die meisten samischen Sprachen das Lateinische Alphabet unter Hinzunahme von diakritischen Zeichen und Sonderbuchstaben.

## Status
Lulesamisch gilt mit zwischen 650 und 1100 aktiven Sprechern als die nach dem Nordsamischen am weitesten verbreitete samische Sprache. In der Liste der gefährdeten Sprachen der UNESCO wird Lulesamisch als ernsthaft gefährdet eingestuft. Allerdings lässt sich in den letzten Jahren ein steigendes Interesse an der Sprache beobachten, das sich unter anderem durch eine steigende Anzahl Schüler, die Lulesamisch als erste oder zweite Sprache in der Schule wählen, bemerkbar macht.
In Drag in der norwegischen Kommune Hamarøy befindet sich das Lulesamische Zentrum Árran, dessen Ziel die Erhaltung lulesamischer Sprache, Kultur und Tradition ist. Das Zentrum betreibt unter anderem ein Museum, ein Sprachzentrum, ein Zentrum für samisches Handwerk, Fernunterricht in lulesamischer Sprache und einen Kindergarten.

## Phonologie

### Konsonanten
|                    |           | Labial | Dental | Alveolar | Postalveolar | Palatal | Velar   | Glottal |
| ------------------ | --------- | ------ | ------ | -------- | ------------ | ------- | ------- | ------- |
| Nasal              | Nasal     | m (m)  | n (n)  |          |              | ɲ (nch) | ŋ (mch) |         |
| Plosiv / Affrikate | stimmlos  | p (p)  | t (t)  | t͡s (c)   | t͡ʃ (csh)     |         | k (k)   |         |
| Plosiv / Affrikate | stimmhaft | b (b)  | d (d)  | d͡z (x)   | d͡ʒ (xzh)     | ɟ (rch) | ɡ (g)   |         |
| Frikativ           | stimmlos  | f (f)  |        | s (s)    | ʃ (sch)      |         |         | h (h)   |
| Frikativ           | stimmhaft | v (v)  |        | z (z)    | ʒ (zxh)      |         |         |         |
| Halbvokal          | Halbvokal | v (v)  |        |          |              | j (j)   |         |         |
| Lateral            | Lateral   |        |        | l (l)    |              | ʎ (lch) |         |         |
| Vibrant            | Vibrant   |        |        | r (r)    |              |         |         |         |

- Verschlusslaute, die vor einem Nasal mit gleichem Artikulationsort stehen, werden grundsätzlich durch nasale Freigabe ausgesprochen, also ohne dass der Verschluss durch Mundöffnung freigegeben wird.
- /v/ wird als labiodentaler Frikativ [v] zu Beginn einer Silbe (vor einem Vokal) und als Bilabial [w] am Ende der Silbe (in einem Konsonantencluster) gesprochen.

### Vokale
Im Lulesamischen gibt es folgende Vokale:
|             | Kurze Vokale | Kurze Vokale | Lange Vokale | Lange Vokale | Diphthonge | Diphthonge |
|             | vorne        | hinten       | vorne        | hinten       | vorne      | hinten     |
| ----------- | ------------ | ------------ | ------------ | ------------ | ---------- | ---------- |
| geschlossen | i            | u            | iː           | uː           | ie̯         | uo̯         |
| halboffen   | e            | o            | eː           | oː           | ea̯         | oɑ̯         |
| offen       | a            | a            | aː           | aː           |            |            |

- /ea̯/ kann als echter Diphthong oder als langer Monophthong gesprochen werden [ɛː].
- Langes /eː/ und die Diphthonge /ea̯/ und /oɑ̯/ treten nur in betonten Silben auf.
- Langes /iː/ und /uː/ sowie kurzes /e/ sind sehr selten. Sie treten ebenfalls nur in betonten Silben auf.
- Kurzes /o/ und langes /oː/ treten in unbetonten Silben auf, aber nur, wenn die vorherige betonte Silbe /o/ enthält.

#### Konsonantenlänge und Stufenwechsel
Konsonanten und Konsonantencluster, die nach einer betonten Silbe auftreten, können verschiedene Längen oder Quantitäten haben. Diese werden normalerweise als Quantität 1, 2 und 3 oder Q1, Q2 und Q3 bezeichnet. Die Konsonanten eines Wortes unterliegen einem sogenannten Stufenwechsel, in dem die Länge des Konsonanten von der jeweiligen grammatikalischen Form abhängt. Normalerweise ist eine dieser Formen die starke Stufe, während die anderen schwache Stufen sind. Die Konsonanten der schwachen Stufen sind normalerweise Q1 oder Q2, während die Konsonanten der starken Stufen normalerweise Q2 oder Q3 haben.
- Quantität 1 beinhaltet alle einfachen Konsonanten.
- Quantität 2 beinhaltet alle Kombinationen von zwei Konsonanten mit einem kurzen Konsonanten am Ende der vorhergehenden Silbe.
- Quantität 3 beinhaltet alle Kombinationen von zwei Konsonanten mit einem langen Konsonanten am Ende der vorhergehenden Silbe.

In diesem und verwandten Artikeln werden Konsonanten, die Teil verschiedener Silben sind, mit zwei Konsonanten im IPA dargestellt, während die Verlängerung von Konsonanten in Q3 mit einem IPA Längenzeichen (ː) markiert sind.
Nicht alle Konsonanten treten in allen Quantitätsstufen auf. Es bestehen die folgenden Einschränkungen:
- Einfaches /h/ existiert nur in Q1 und ändert sich nicht.
- Einfaches /j/ existiert ebenfalls nur in Q1, alterniert jedoch mit /ɟ/.
- Plosive und Affrikate treten nur in Q3 auf, mit der Ausnahme von /ɟ/, welches auch in Q2 auftreten kann.
- /ʎ/ kommt in Q2 und Q3 vor, jedoch nicht in Q1.

Bei Konsonanten, die in allen drei Quantitäten auftreten, wird Q3 als überlang bezeichnet.

### Phonologische Prozesse

#### Umlaut
Umlaut ist ein Prozess, in dem sich ein Diphthong in einer betonten Silbe durch den Vokal in der folgenden Silbe verändert.
Die erste Art des Umlauts führt zu einem Wechsel zwischen /ea̯/ und /ie̯/ bei Wörtern, deren Stämme in unbetontem /ie̯/ enden. In diesem Fall können die beiden Diphthonge als Varianten voneinander angesehen werden. Bei Wörtern, deren Stämme auf einem anderen Vokal enden, bleiben diese Vokale eindeutig. Die folgende Tabelle zeigt die verschiedenen Muster, die bei verschiedenen folgenden Vokalen auftreten:
| zweiter Vokal                       | aː | uo̯ | ie̯ | a  | u  | i  |
| ----------------------------------- | -- | -- | -- | -- | -- | -- |
| Stamm endet auf /ie̯/                | ea̯ | ea̯ | ie̯ | ea̯ | ea̯ | ie̯ |
| Stamm endet auf einen anderen Vokal | ea̯ | ea̯ | —  | ea̯ | ea̯ | ea̯ |
| Stamm endet auf einen anderen Vokal | ie̯ | ie̯ | —  | ie̯ | ie̯ | ie̯ |

Die zweite Art des Umlauts, die „Diphthongvereinfachung“ oder „Monophthongisierung“, ähnelt dem Nordsamischen, funktioniert jedoch anders. Die Diphthonge /ea̯/ und /oɑ̯/ werden zu /eː/ beziehungsweise /oː/, wenn:
- der Vokal der nächsten Silbe kurz ist und
- der folgende Konsonant Q1 oder Q2 hat.

Die Diphthonge /ie̯/ und /uo̯/ sind davon nicht betroffen. Es kann auch ein umgekehrter Prozess auftreten, der lange Vokale in Diphthonge umwandelt, wenn der folgende Konsonant Q3 wird oder der Vokal der folgenden Silbe lang wird.
Die dritte Art des Umlauts, der progressive Umlaut, rundet die unbetonten Vokale /a/ und /aː/ zu /o/ beziehungsweise /oː/, wenn der vorhergehende betonte Vokal ein kurzes /o/ ist.

#### Verlängerung unbetonter Vokale
Wenn eine betonte Silbe einen kurzen Vokal gefolgt von einem einfachen (Q1) Konsonanten enthält, wird ein kurzer Vokal in der folgenden Silbe verlängert.
- dahkat ‚tun‘ ~ dagá (1. Person Singular Präsenz)
- bådnjåt ‚drehen‘ ~ bånjå̄ (1. Person Singular Präsenz)

## Dialekte
Sammallahti unterteilt das Lulesamische in folgende Dialekte:
- Nördliche Dialekte: Sörkaitum, Sirkas und Jåkkåkaska in Schweden, Tysfjord in Norwegen
- Südliche Dialekte: Tuorpon in Schweden
- Walddialekte: Gällivare und Serri in Schweden

Typisch für die nördlichen Dialekte ist die Rundung von langen /aː/ zu /oː/ nach /o/ in der ersten Silbe eines Wortes.
Die südlichen Dialekte zeichnen sich durch das Umlauten von kurzen /a/ zu /e/ vor /i/ aus.

## Orthographie

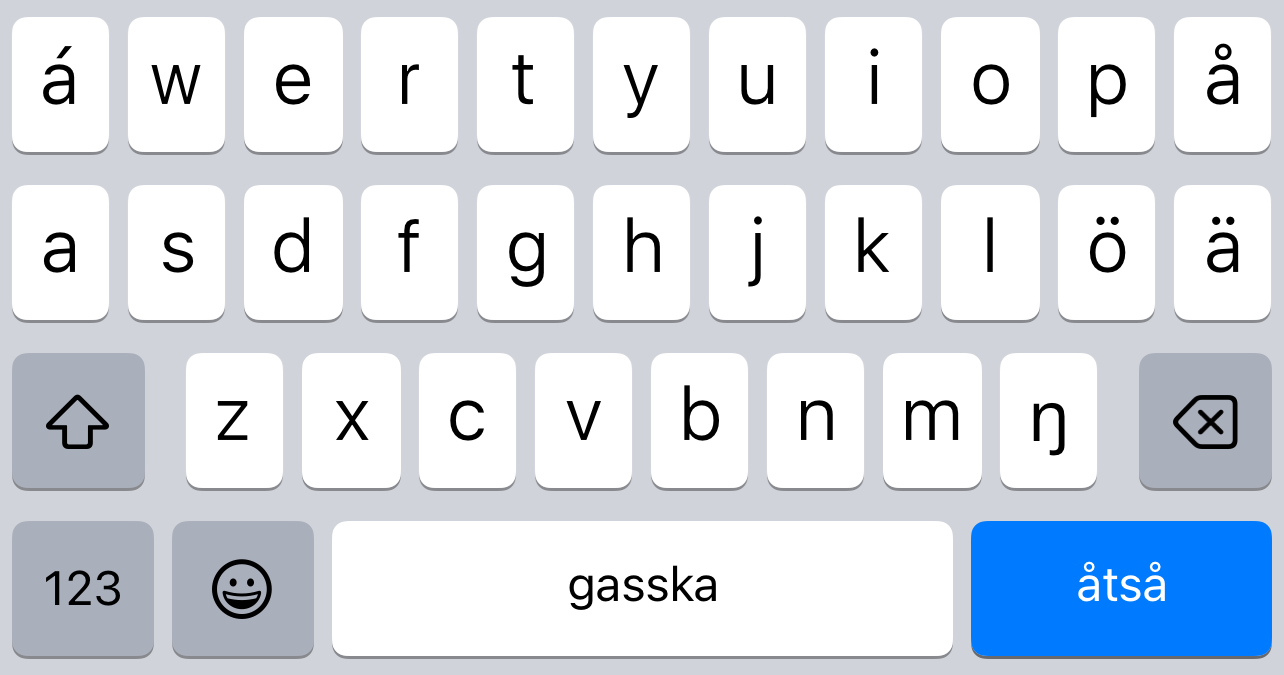
Lulesamische Bildschirmtastatur auf einem iPhone

Lulesamisch verwendet eine erweiterte Form des lateinischen Alphabets.
| Buchstame | Phonem(e)  | Anmerkungen                                    |
| --------- | ---------- | ---------------------------------------------- |
| A a       | /a/        |                                                |
| Á á       | /aː/       |                                                |
| B b       | /p/, /b/   |                                                |
| D d       | /t/, /d/   |                                                |
| E e       | /eː/, /ie̯/ | /ie̯/ wenn unbetont.                            |
| F f       | /f/        |                                                |
| G g       | /k/, /ɡ/   |                                                |
| H h       | /h/        |                                                |
| I i       | /i/        |                                                |
| J j       | /j/        |                                                |
| K k       | /k/, /kʰ/  | Aspiriert wenn am Anfang einer betonten Silbe. |
| L l       | /l/        |                                                |
| M m       | /m/        |                                                |
| N n       | /n/        |                                                |
| Ŋ ŋ       | /ŋ/        |                                                |
| O o       | /uo̯/       | Nur unbetont.                                  |
| P p       | /p/, /pʰ/  | Aspiriert wenn am Anfang einer betonten Silbe. |
| R r       | /r/        |                                                |
| S s       | /s/        |                                                |
| T t       | /t/, /tʰ/  | Aspiriert wenn am Anfang einer betonten Silbe. |
| U u       | /u/        |                                                |
| V v       | /v/        |                                                |
| Å å       | /o/, /oː/  |                                                |
| Ä ä       | /ea̯/       |                                                |

Ursprünglich wurde der Buchstabe n-Akut (Ń/ń) genutzt, um den Laut [ŋ] darzustellen. Anstatt des n-Akut (Im Unicode vorhanden und auf mechanischen Schreibmaschinen mit Hilfe einer Tottaste eingebbar, aber nicht in Latin-1 oder traditionellen nordischen Tastaturen vorhanden), wurde häufig ñ oder ng genutzt. In modernen Texten, wie zum Beispiel offiziellen Dokumenten der schwedischen Regierung oder der 2007 erschienenen Übersetzung des Neuen Testaments, wird der Laut wie in vielen anderen samischen Sprachen mit ŋ dargestellt.

## Grammatik

### Fälle
Lulesamisch hat sieben Fälle:

#### Nominativ
Der Nominativ Singular ist wie in den anderen uralischen Sprachen unmarkiert und zeigt das Subjekt eines Satzes. Der Nominativ Plural ist ebenfalls unmarkiert und gleicht in seiner Form immer dem Genitiv Singular.

#### Genitiv
Der Genitiv Singular ist unmarkiert und gleicht dem Nominativ Plural. Der Genitiv Plural ist durch eine -j-Endung markiert. Der Genitiv wird verwendet
- um Besitz zu markieren
- mit Präpositionen
- mit Postpositionen

#### Akkusativ
Der Akkusativ ist der Fall des direkten Objekts und wird durch -v im Singular und die Pluralmarkierung -j und die Endung -t markiert.

#### Inessiv
Der Inessiv wird durch die Endung -n im Singular und Plural (hier auf die Pluralmarkierung -j folgend) markiert. Er wird verwendet um anzuzeigen
- wo sich ein Objekt befindet
- wer ein Objekt besitzt

#### Illativ
Der Illativ wird durch die Endung -j im Singular und durch die Pluralmarkierung -i und die Endung -da im Plural markiert. Er wird verwendet um anzuzeigen
- wohin sich etwas bewegt
- wer etwas erhält
- was das indirekte Objekt ist

#### Elativ
Der Elativ wird durch die Endung -s im Singular und Plural (hier auf die Pluralmarkierung -j folgend) markiert. Er wird verwendet, um den Ursprung eines Objekts anzuzeigen.

#### Komitativ
Der Komitativ wird durch die Endung -jn im Singular und -j im Plural markiert, was bedeutet, dass er dem Genitiv Plural gleicht. Der Komitativ wird verwendet, um zu zeigen, mit wem oder was etwas getan wird.

### Pronomen
Die Personalpronomen gibt es in drei Formen, Singular, Plural und Dual. Die folgende Tabelle enthält die Personalpronomen im Nomativ und Genitiv/Akkusativ:
|                          | Deutsch     | Nominativ | Deutsch     | Genitiv |
| ------------------------ | ----------- | --------- | ----------- | ------- |
| Erste Person (Singular)  | Ich         | mån       | mein        | muv     |
| Zweite Person (Singular) | Du          | dån       | dein, deine | duv     |
| Dritte Person (Singular) | er, sie, es | sån       | sein, ihr   | suv     |
| Erste Person (Dual)      | wir (zwei)  | måj       | unser       | munnu   |
| Zweite Person (Dual)     | ihr (zwei)  | dåj       | euer        | dunnu   |
| Dritte Person (Dual)     | sie (zwei)  | såj       | ihr         | sunnu   |
| Erste Person (Plural)    | wir         | mij       | unser       | mijá    |
| Zweite Person (Plural)   | ihr         | dij       | euer        | dijá    |
| Dritte Person (Plural)   | sie         | sij       | ihr         | sijá    |

Die folgende Tabelle zeigt die Deklination der Personalpronomen er/sie/es (ohne Unterscheidung nach Geschlecht) in den verschiedenen Fällen:
|           | Singular | Dual    | Plural |
| --------- | -------- | ------- | ------ |
| Nominativ | sån      | såj     | sij    |
| Genitiv   | suv      | sunnu   | sijá   |
| Accusativ | suv      | sunnuv  | sijáv  |
| Inessiv   | sujna    | sunnun  | siján  |
| Illativ   | sunji    | sunnuj  | sidjij |
| Elativ    | sujsta   | sunnus  | sijás  |
| Komitativ | sujna    | sunnujn | sijájn |

### Verben

#### Person
Lulesamische Verben werden in drei grammatikalischen Personen (erste, zweite und dritte Person) konjugiert.

#### Modus
Es gibt fünf grammatische Modi:
- Indikativ
- Imperativ (Modus)
- Optativ
- Konditionalis
- Potentialis

#### Numeri
Lulesamische Verben werden in drei Numeri konjugiert:
- Singular
- Dual
- Plural

#### Zeit
Lulesamische Verben haben vier Zeitformen:
- Vergangenheit (Präteritum)
- Nicht-Vergangenheit
- Present Perfect
- Plusquamperfekt

#### Negative Verben
Lulesamisch hat wie die anderen samischen Sprachen, Finnisch und einige estnische Dialekte Negativ-Verben. Die negativen Verben werden nach Tempus, Modus, Person und Zahl konjugiert.
|                    | Präsens Indikativ | Vergangenheit Indikativ | Imperativ | Optativ |
| ------------------ | ----------------- | ----------------------- | --------- | ------- |
| 1. Person Singular | iv                | ittjiv                  | —         | —       |
| 2. Person Singular | i                 | ittji                   | ale       | allu    |
| 3. Person Singular | ij                | ittjij                  | allis     | allus   |
| 1. Person Dual     | en                | ejma                    | allon     | allun   |
| 2. Person Dual     | ähppe             | ejda                    | al'le     | alluda  |
| 3. Person Dual     | äbá               | ejga                    | alliska   | alluska |
| 1. Person Plural   | ep                | ejma                    | allop     | allup   |
| 2. Person Plural   | ehpit             | ejda                    | allit     | allut   |
| 3. Person Plural   | e                 | ettjin                  | allisa    | allusa  |